# Petró Tronkó
Petró Tronkó (12 de julio de 1915 - 12 de septiembre de 2011) fue un académico soviético y ucraniano de la Academia Nacional de Ciencias de Ucrania y veterano de la Segunda Guerra Mundial.
Fue el principal de la oficina editorial para los 26 volúmenes de la enciclopedia "Historia de Ciudades y Pueblos de la RSS de Ucrania".
Nació durante la Primera Guerra Mundial en 1915 en el seno de una familia rural en Ucrania Sloboda. Tronko empezó a trabajar en 1932 en las minas de Dzerzhynsk en la cuenca del Donets. Finalmente, después de terminar algunas clases de profesor,  trabajó como profesor de ciencias sociales y lengua ucraniana en escuela de un poblado del Raión de Bogodujiv y fue director de la casa para niños en Lebedyn. Desde 1937 trabajó en el Komsomol y en 1939 se unió al Partido Comunista de la Unión Soviética.
En 1939, Tronko era miembro de la Asamblea Popular de Ucrania Occidental que fue votado para que Ucrania Occidental se uniera a la República Socialista Soviética de Ucrania.
Durante la Segunda Guerra Mundial fue miembro del Frente Sur-occidental, Estalingrado, Frente del Sur y del 4.º frente ucraniano, que participaron en defensa de Kiev y Estalingrado, y más tarde en la liberación de Rostov, Donbas, la banda izquierda de Ucrania y Kiev. Tronko fue uno de los primeros alcaldes que participó en la liberación de Kiev el 6 de noviembre de 1943 y fue nombrado como primer secretario de la ciudad y regional de la organización Komsomol. En 1947 rechazó de la posición debido a acusaciones de Lázar Kaganóvich por "perversiones nacionalistas".
Tras su despido del trabajo en Komsomol, Tronko la utilizó para su educación y en 1948 se graduó de la Facultad de Historia de la Universidad de Kiev. El mismo año Tronko se matriculó como aspirante en la Academia de Ciencias Sociales (hoy Academia Rusa del Servicio Estatal) del Comité Central del Partido Comunista de la Unión Soviética defendiendo su disertación al tercer año.
Entre 1951-60 Tronko trabajó para el comité regional de Kiev del Partido Comunista de la RSS de Ucrania, y entre 1960-61 encabezó el departamento de propaganda y agitación ideológica del partido. Durante los próximos 17 años (1961–78) Tronko trabajó como Vicepresidente del Consejo de Ministros de la RSS de Ucrania, al cuidado de los asuntos sobre cultura, educación, calidad de vida, prensa, publicación de libros, cine, trasmisión de radio y televisión, archivos y ciencias sociales. Fue miembro de la Rada Suprema en nueve convocatorias.
En 1968 Tronko defendió su disertación de doctorado "Pueblo ucraniano en la lucha contra la ocupación hitleriana durante la Gran Guerra Patriótica (1941-45)".
En 1969 Tronko inició la creación de Pyrohiv que fue abierto en 1976.